# ريوييا نيشيو
ريوييا نيشيو (باليابانية: 西尾 隆矢) (مواليد 16 مايو 2001) هو لاعب كرة قدم ياباني.

## وصلات خارجية
- ريوييا نيشيو على موقع رابطة كرة القدم اليابانية للمحترفين (اليابانية)
- ريوييا نيشيو على موقع إي إس بي إن إف سي (الإنجليزية)
- ريوييا نيشيو على موقع قاعدة بيانات كرة القدم.إي يو (الإنجليزية)
- ريوييا نيشيو على موقع Soccerbase.com (لاعب) (الإنجليزية)
- ريوييا نيشيو على موقع Soccerway.com (الإنجليزية)
- ريوييا نيشيو على موقع عالم كرة القدم.نت (الإنجليزية)